# ارين يوجين براندون
ارين يوجين براندون (بالإنجليزية: Warren Eugene Brandon)‏ هو رسام أمريكي، ولد في 2 نوفمبر 1916 في سان فرانسيسكو في الولايات المتحدة، وتوفي بنفس المكان في 11 سبتمبر 1977.